# Arcipelago di Amakusa
L'arcipelago di Amakusa (天草諸島, Amakusa-shotō, che significa "Erba del Paradiso") sono un gruppo di più di 100 isole situate nel Giappone meridionale, nella regione di Kyūshū. È circondato dal Mar Ariake a nord, dal Mare Yatsushiro (o Mare Shiranui) a est e sud-est, e dal Mar Cinese Orientale a ovest e sud-ovest.

## Generalità
L'isola principale per estensione è Shimoshima (下島?), con una superficie di circa 574 km², seguita da Kamishima (上島?), Nagashima, e le più piccole Ōyanojima (南大東島?), Shishijima e Goshōrajima (御所浦島?). Il territorio non presenta montagne particolarmente alte e per lo più è collinare.
Dal punto di vista amministrativo l'arcipelago si estende tra la prefettura di Kumamoto e la prefettura di Kagoshima; le municipalità principali sono il distretto di Amakusa e le città di Amakusa e Kami-Amakusa.

## Storia
Insieme alla penisola di Shimabara, l'arcipelago è noto per essere parte della zona in cui scoppiò la rivolta di Shimabara (1637-1638), un'insurrezione di contadini e ronin cattolici che si ribellarono contro lo Shogunato Tokugawa per la forte persecuzione religiosa nei confronti dei kirishitan (come si facevano chiamare i cattolici giapponesi). Gli abitanti dell'arcipelago furono sconfitti dopo pochi mesi per cui scelsero di unirsi agli altri insorti a Shimabara, così attraversarono la baia e li raggiunsero. Insieme ai ribelli di Shimabara, si barricarono nel castello di Hara, ma furono sconfitti e poi massacrati dall'esercito dello shogunato, che rase al suolo il castello.

## Isole principali

### Prefettura di Kumamoto

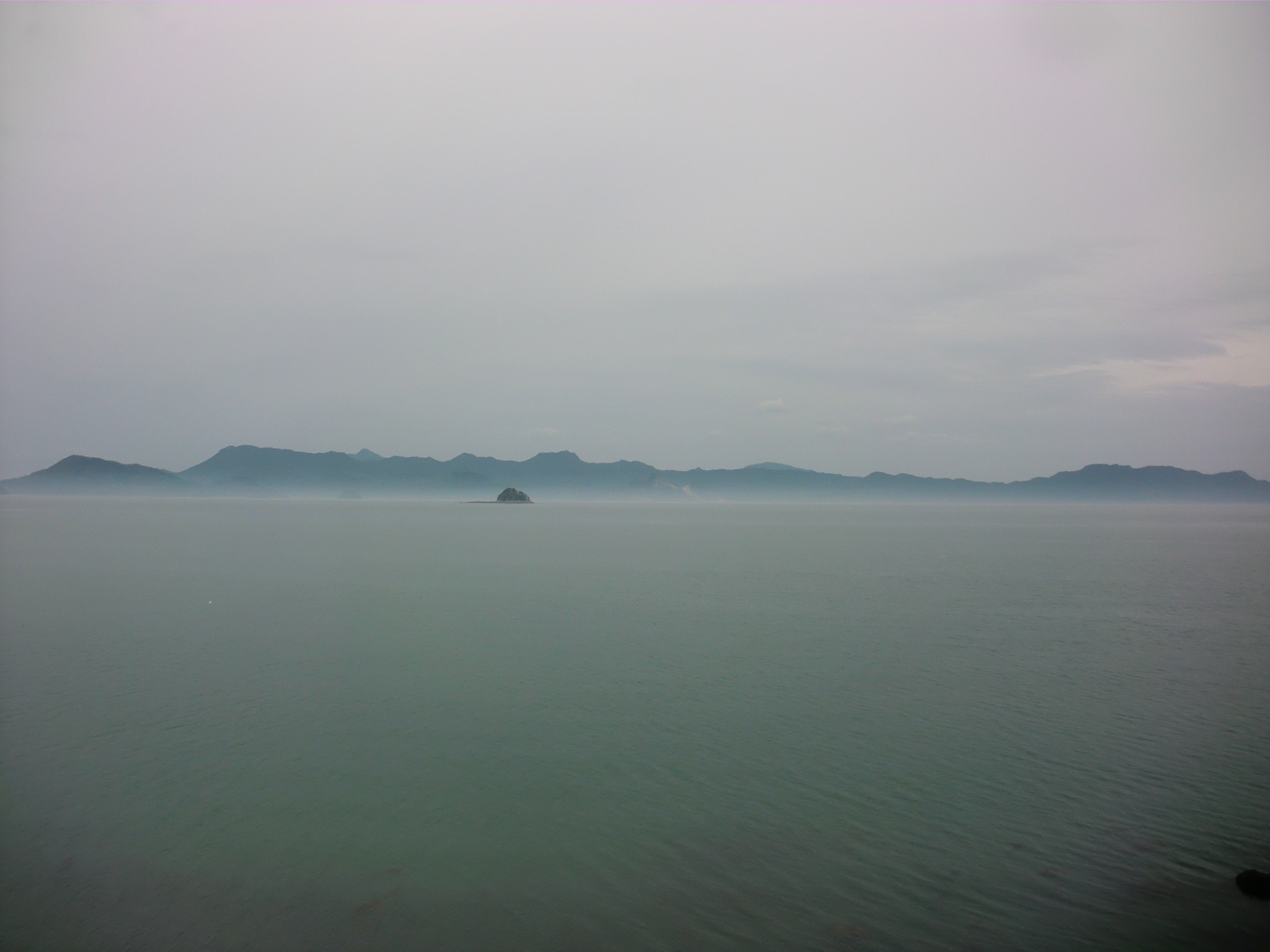
Veduta dell'isola Kamishima

Città di Amakusa 
- Shimoshima (574,01 km²)
- Gesujima (4,7 Km²)
- Goshōrajima (14,0 km²)
- Yokoshima (0,83 km²)
- Ubushima (1,94 Km²)
- Tsujishima (0,6 Km²)

 Città di Kami-Amakusa 
- Kamishima (225,32 km²)
- Ōyanojima (9,88 km²)
- Wajima (6,4 km²)
- Yushima (0,52 km²)
- Nogamajima (0,32 km²)
- Yagoshima (0,12 Km²)
- Hiaijima (0,79 Km²)
- Nagaurajima (0,79 km²)
- Maejima (0,43 km²)
- Sejima (0,32 km²)
- Nakajima (0,21 km²)
- Takamokujima (0,12 km²)
- Hinoshima (3,46 km²)
- Makishima (6,0 km²)
- Yokōrajima (1,09 km²)

### Prefettura di Kagoshima
Città di Nagashima 
- Isola di Nagashima (90,79 km²)
- Shishijima (17,01 km²)
- Shōrajima (3,83 km²)
- Ikarajima (3,73 km²)